# Parafia św. Michała Archanioła w Bytomiu-Suchej Górze
Parafia Świętego Michała Archanioła w Bytomiu-Suchej Górze – rzymskokatolicka parafia w Bytomiu-Suchej Górze, należąca do metropolii katowickiej, diecezji gliwickiej, dekanatu Bytom. Powstała w 1952 roku.